# Els de Groot
Els de Groot (6 aprile 1942 – 22 febbraio 2024) è stata una cestista olandese.

## Carriera
Con i Paesi Bassi disputò quattro edizioni dei Campionati europei (1960, 1966, 1968, 1970).